# Priacma
Priacma es un género de escarabajos de la familia  Cupedidae con una sola especie viviente, Priacma serrata, del oeste de Norteamérica y varias especies fósiles.aunque varias han sido asignadas a otro género, Apriacma.

## Especies
- Priacma serrata
- †Priacma clavata
- †Priacma corrupta
- †Priacma latidentata
- †Priacma longicapitis
- †Priacma oculata
- †Priacma renaria
- †Priacma sanzii
- †Priacma striata
- †Priacma tuberculosa